# Простошапкові
Простошапкові (Haplomitriaceae) — єдина родина порядку Calobryales (раніше Haplomitriales) із відділу печіночників. Родина, своєю чергою, містить один сучасний рід і один вимерлий [Calobryales Campbell ex Hamlin 1972].